# Geumsan-myeon, Jinju
Geumsan-myeon (koreanska: 금산면) är en socken i den södra delen av Sydkorea, 280 km söder om huvudstaden Seoul. Den ligger i kommunen Jinju i provinsen Södra Gyeongsang.